# Пармантье, Полин
Поли́н Пармантье́ (фр. Pauline Parmentier; род. 31 января 1986 года в Кюке, Франция) — французская теннисистка, победительница четырёх турниров WTA в одиночном разряде, победительница Кубка Федерации (2019).

## Общая информация
Родители Полин — Доминика и Жан-Филипп — работают в сигарном бизнесе. У француженки есть два младших брата — Оливье и Жульен.
Уроженка Кюка пришла в теннис в шесть лет, вместе с семьёй, а в детстве также занималась лёгкой атлетикой. Полин предпочитает в ходе матча действовать у задней линии; лучшие удары — подача и форхенд, часто использует топ-спины; любимое покрытие — грунт.

## Спортивная карьера

### Начало карьеры
Пармантье сыграла на первом взрослом турнире в ноябре 2000 года. Она проиграла свой стартовый матч в основной сетке как в одиночном, так и в парном разряде турнира из цикла ITF с призовым фондом 10 000 долларов во французской коммуне Вильнав-д’Орнон. В 2001 году она сыграла на трёх турнирах ITF во Франции. В 2002 году Пармантье не сыграла ни одного турнира ITF. У нее не было рейтинга WTA в одиночном или парном разряде до 2003 года. В 2003 году Пармантье сыграла на 13 турнирах ITF и смогла выиграть один парный титул.
В мае 2004 года Пармантье получила уайлд-кард на квалификационный отбор турнира WTA-тура в Страсбурге, проиграв во втором квалификационном раунде Генриете Надьовой. Затем она дебютировала на турнире серии Большого шлема, сыграв в основной парной сетке Открытого чемпионата Франции. В одиночном разряде она впервые пыталась пройти на турнир через квалификацию, однако проиграла во втором квалификационном раунде Роберте Винчи. В декабре того же года Пармантье выиграла первый одиночный титул на 10-тысячнике ITF в Египте.
В 2005 году на Открытом чемпионате Франции и Открытом чемпионате США Пармантье впервые в карьере сыграла в основную сетке серии Большого шлема в одиночном разряде. На Открытом чемпионате Франции она получила уайлд-кард и проиграла в первом раунде Ивете Бенешовой. На Открытом чемпионате США она выиграла три матча квалификации, чтобы выйти в основную сетку, где во втором раунде проиграла второй сеянной Линдсей Дэвенпорт.
Сезон 2007 года Пармантье с победы на 25-тысячнике ITF в США. В апреле она прибавила к этому титул победу на 25-тысячнике во Франции, а в июле уже смогла выиграть 75-тысячник Петанже (Люксембург). Пармантье выиграла три матча квалификации и вышла в основную сетку Открытого чемпионата США, где она победила Татьяну Малек в первом раунде и проиграла Мартине Хингис во втором. 10 сентября 2007 года она впервые в своей карьере ворвалась в топ-100 рейтинга WTA, поднявшись со 106-го на 87-е место в мире. В октябре Пармантье выиграла свой первый в карьере титул WTA на турнире в Ташкенте. Примечательно, что во время турнира она не отдала соперницам ни одного сета, победив три лучших сеянных Доминику Цибулкову (первый раунд), Ольгу Говорцову (полуфинал) и Викторию Азаренко (финал).

### 2008—2012
В феврале 2008 года Пармантье смогла выйти в полуфинал турнира 3-й категории WTA в Винья-дель-Маре. После турнира, 18 февраля француженка вошла в топ-50 в рейтинге WTA (поднялась с 53-й строчки до 47-й). В июле она выиграла второй титул в WTA-туре. Пармантье стала чемпионкой грунтового турнира в Бадгастайне. Посеянная под 4 номером, она победила первую сеянную Агнес Савай в полуфинале, затем обыграла теннисистку, прошедшую на турнир через квалификацию, Луцию Градецкую в финале. Эта победа позволила Полин подняться на самую высокую в карьере — 40-ю строчку рейтинга WTA. Пармантье приняла участие в Олимпийских играх 2008 года, но проиграла свой матч первого раунда в одиночном разряде 16-й сеянной Доминике Цибулковойа — 1-6, 5-7, На матч первого раунда в женском парном разряде в дуэте с Татьяной Головин против индийской пары Саня Мирза и Сунита Рао французская пара не вышла и пустила соперниц дальше. Осенью Полин сыграла в четвертьфинале турнира в Сеуле.
В феврале 2009 года Пармантье вышла в 1/4 финала турнира в Мемфисе. В октябре она смогла взять главный приз 50-тысячника в Сен-Рафаэле (Франция).
Пармантье дебютировала в составе сборной Франции в Кубке Федерации в четвертьфинальном матче Мировой группы против команды США в феврале 2010 года. Она проиграла свой первый матч против Мелани Уден (4-6, 4-6), но выиграла свой второй матч против Кристины Макхейл с тем же счетом. Франция проиграла 1-4. После этого она сыграла на турнире в Боготе и доиграла там до четвертьфинала. В марте Пармантье квалифицировалась в основную сетку турнира в Майами, победив молодую американку Лорен Дэвис, а также Тамарин Танасугарн в отборочных раундах. В основной сетке она обыграла Сибиль Баммер в первом раунде, прежде чем проиграла 25-й сеянной Ане Иванович во втором раунде. В июле она смогла выйти в финал 100-тысячника из цикла ITF в Кунео. Осенью лучшими результатами для неё стали выход в четвертьфинал в Сеуле и финал 100-тысячника ITF в Пуатье.
В мае 2011 года Пармантье сыграла ещё в одном финале на 100-тысячнике из цикла ITF (в Кань-сюр-Мере), но вновь проиграла. В июне она наконец-то выиграла в финале турнира подобного статуса, став чемпионкой в Марселе. В июле она выиграла ещё один 100-тысячник в Биаррице. В августе на соревновании в Далласе Пармантье в альянсе с Ализе Корне сыграла в единственном для себя парном финале на турнирах WTA.
В конце мая 2012 года Пармантье обыграла первую сеянную Сабину Лисицки (которая тогда занимала 12-е место в одиночном разряде) — 6-4, 6-4 в первом раунде в Страсбурге. Затем она победила Стефани Форетц и Александру Панову, дойдя до своего первого полуфинала WTA в одиночном разряде с момента завоевания титула в Бадгастайне в 2008 году. Она проиграла в полуфинале своей соотечественнице, получившей уайлд-кард Ализе Корне в трех сетах. В июне она сыграла в финале 100-тысячника ITF в Марселе. На Открытом чемпионате США Пармантье победила 25-ю сеянную Янину Викмайер во втором раунде, но проиграла пятому номеру посева Петре Квитовой в третьем. Это был первый раз, когда она вышла в третий раунд основной сетки на турнире Большого Шлема. На последнем для себя турнире в сезоне в Осаке француженка вышла в четвертьфинал.

### 2013—2017
В 2013 году Пармантье выиграла только один матч (Окленд, состоявшийся в первую неделю января) и девять раз вылетала после первого круга на десяти турнирах WTA в одиночном разряде, включая Открытый чемпионат Австралии, Открытый чемпионат Франции и Уимблдонский турнир. Она пропустила несколько турниров в апреле и мае из-за травмы правого плеча. Во второй половине года она выступила в одиночном разряде на одиннадцати турнирах (десять из них были турнирами ITF), включая квалификационный турнир Открытого Чемпионата США.
На Открытом чемпионате Франции 2014 года Пармантье добилась лучшего результата в карьере в одиночном разряде на турнирах серии Большого Шлема. Она получила уайлд-кард в основную сетку, будучи 145-й ракеткой в рейтинге WTA. На кортах в Париже она победила трёх игроков из топ-100 (17-ю сеянную Роберту Винчи, Ярославу Шведову и Мону Бартель), а в четвёртом раунде она проиграла Гарбинье Мугурусе в двух сетах со счётом 4-6, 2-6. В июле Пармантье сыграла в 1/4 финала турнира в Баку. В июне 2015 года она вышла в финала 100-тысячника из цикла ITF в Марселе, а в ноябре в финала 100-тысячника в Пуатье.
В первые пять месяцев 2016 года Пармантье выходила как минимум в четвертьфиналы в четырех турнирах WTA. Она проиграла восьмой сеянной Доминике Цибулковой в полуфинале в Катовице(это было ее первое полуфинальное выступление в одиночном разряде в WTA-туре с 2012 года) и потерпела поражение в четвертьфиналах в Монтеррее, Рабате и Страсбурге. Она была 88-м номером в одиночном рейтинге на Открытом чемпионате Франции, победив 31 сеянную Монику Никулеску в первом раунде и Ирину Фалькони во втором, прежде чем проиграть 8-й сеянной Тимее Бачински (4-6, 2-6) в третьем. В июле Пармантье выиграла 100-тысячник ITF в Контрексвиле, а также вышла в пятый четвертьфинал WTA в сезоне на турнире в Бухаресте, где проиграла Ване Кинг.
В феврале 2017 года Пармантье провела один матч в четвертьфинале Кубка Федерации против Швейцарии. Она проиграла Белинде Бенчич — 3-6, 4-6, что позволило Швейцарии выиграть 3-1. Через три недели после этого поражения Пармантье сыграла в четвертьфинале турнира WTA в Акапулько, где проиграла первой сеяной Мирьяне Лучич-Барони. Пройдя в основную сетку на престижном турнире в Индиан-Уэлсе, Пармантье была близка к первой победе над теннисисткой из топ-10, выиграв второй сет и ведя 4-1 в третьем сете своего матча третьего раунда против второй ракетки мира Анжелики Кербер, но по итогу проиграла со счётом — 5-7, 6-3, 5-7. Она также вышла в третий раунд турнира в Майами, в котором проиграла 14-му номеру мирового рейтинга Йоханне Конте. Во втором раунде она победила 24-ю сеянную Тимею Бабош.
После неплохих выступлений в марте 2017 года, Пармантье проиграла в первом раунде своих следующих четырёх турнирах. Она прервала серию поражений в первых раундах на Открытом чемпионате Франции, когда победила Ирину Хромачёву в первом раунде. В июле она вышла в свой второй четвертьфинал WTA в сезоне на турнире в Бухаресте, где она обыграла пятую сеянную Элизе Мертенс во втором раунде, прежде чем проиграла свой четвертьфинальный матч 7-й сеянной Ирине-Камелии Бегу. В октябре на зальном турнире в Люксембурге Пармантье выиграла три матча квалификации и три матча в основной сетке, чтобы выйти в свой первый и единственного полуфинал в WTA-туре 2017 года, где она проиграла Карине Виттхефт в трёх сетах (это была третья победа Виттхефт над Пармантье). В ноябре Пармантье едва не пробилась в финал турнира младшей серии WTA 125 в Лиможе, когда она проиграла в полуфинале Монике Никулеску. Тем не менее, она достигла своего первого финала в серии WTA 125 в парном разряде. В партнёрстве с Хлоэй Паке они проиграли в финале Марине Заневской и Валерии Савиных — 0-6, 2-6.

### 2018—2020
Открытый чемпионат Австралии 2018 года для Полин Пармантье, сложился неудачно, теннисистка проиграла в первом круге сопернице из квалификации Денисе Аллертовой. В апреле она выиграла турнир на грунте в Стамбуле, переиграв в финале словенку Полону Херцог со счётом 6-4, 3-6, 6-3. На пути к этой победе она смогла в 1/4 финала обыграть вторую ракетку мира Каролину Возняцки на отказе соперницы от продолжения матча при счёте 4-6, 6-3.
На Открытом чемпионате Франции 2018 года она дошла до третьего раунда, где проиграла Каролине Возняцки. На Открытом чемпионате США проиграла сразу же в первом круге американке Мэдисон Киз. В сентябре Пармантье выиграла турнир в Квебеке (Канада), одолев в финале Джессику Пегулу — 7-5, 6-2. Этот успех позволил француженке на время вернуться в топ-50 одиночного рейтинга.
В феврале 2019 года Пармантье сыграла в 1/4 финала турнира в Будапеште. В июне 2019 года на Открытом чемпионате Франции) она проиграла в первом же раунде Кики Бертенс из Нидерландов со счётом 6-3, 6-4. На Уимблдоне она в первом раунде прошла Марию Шарапову, но проиграла свой следующий матч во втором раунде. На Открытом чемпионате США Полин проиграла в первом раунде Анастасии Павлюченковой в двух сетах. В сентябре она сыграла в четвертьфинале турнира в Ташкенте. В ноябре Пармантье участвовала в финальном матче Кубка Федерации, в котором француженки играли против сборной Австралии. Она проиграла свой матч Айле Томлянович, но в целом команда Франции смогла обыграть австралиек со счётом 3-2 и выиграть престижный командный трофей.
Осенью 2020 года Пармантье завершила профессиональную карьеру в возрасте 34-х лет. Последним турниром для неё стал Открытый чемпионат Франции.

## Итоговое место в рейтинге WTA по годам
| Год  | Одиночный рейтинг | Парный рейтинг |
| 2020 | 172               | 973            |
| 2019 | 122               | 832            |
| 2018 | 54                | 384            |
| 2017 | 91                | 262            |
| 2016 | 73                | 364            |
| 2015 | 116               | 295            |
| 2014 | 79                | 129            |
| 2013 | 225               | 112            |
| 2012 | 66                | 210            |
| 2011 | 74                | 124            |
| 2010 | 102               | 582            |
| 2009 | 109               | 192            |
| 2008 | 62                | 172            |
| 2007 | 59                | 424            |
| 2006 | 197               | 657            |
| 2005 | 207               | 389            |
| 2004 | 261               | 356            |
| 2003 | 493               | 733            |

## Выступления на турнирах

### Финалы турнировWTAв одиночном разряде (4)

#### Победы (4)
| Легенда: До 2009 года       | Легенда: С 2009 года  |
| --------------------------- | --------------------- |
| Турниры Большого шлема (0)* |                       |
| Олимпиада (0)               |                       |
| Итоговый турнир WTA (0)     |                       |
| 1-я категория (0)           | Premier Mandatory (0) |
| 2-я категория (0)           | Premier 5 (0)         |
| 3-я категория (1)           | Premier (0)           |
| 4-я категория (1)           | International (2)     |
| 5-я категория (0)           | International (2)     |

| Титулы по покрытиям | Титулы по месту проведения матчей турнира |
| ------------------- | ----------------------------------------- |
| Хард (1)*           | Зал (1)                                   |
| Грунт (2)           | Зал (1)                                   |
| Трава (0)           | Открытый воздух (3)                       |
| Ковёр (1)           | Открытый воздух (3)                       |

* количество побед в одиночном разряде.
| №  | Дата             | Турнир              | Покрытие    | Соперница в финале | Счёт        |
| 1. | 7 октября 2007   | Ташкент, Узбекистан | Хард        | Виктория Азаренко  | 7-5 6-2     |
| 2. | 20 июля 2008     | Бадгастайн, Австрия | Грунт       | Луция Градецкая    | 6-4 6-4     |
| 3. | 29 апреля 2018   | Стамбул, Турция     | Грунт       | Полона Херцог      | 6-4 3-6 6-3 |
| 4. | 16 сентября 2018 | Квебек, Канада      | Ковёр (зал) | Джессика Пегула    | 7-5 6-2     |

### Финалы турнировWTA 125иITFв одиночном разряде (25)

#### Победы (10)
| Легенда:                    |
| --------------------------- |
| WTA 125 (0)                 |
| 100 000 USD (3)*            |
| 80.000 (75.000)** USD (1)   |
| 60.000 (50.000)** USD (1)   |
| 25 000 USD (4+2)            |
| 15.000 (10.000)** USD (1+1) |

* призовой фонд до 2017 года
| Титулы по покрытиям | Титулы по месту проведения матчей турнира |
| ------------------- | ----------------------------------------- |
| Хард (3)*           | Зал (2+1)                                 |
| Грунт (7+3)         | Зал (2+1)                                 |
| Трава (0)           | Открытый воздух (8+2)                     |
| Ковёр (0)           | Открытый воздух (8+2)                     |

* количество побед в одиночном разряде + количество побед в парном разряде.
| №   | Дата            | Турнир                 | Покрытие   | Соперница в финале      | Счёт           |
| 1.  | 5 декабря 2004  | Каир, Египет           | Грунт      | Юлия Устюжанина         | 6-1 6-1        |
| 2.  | 21 января 2007  | Форт-Уолтон-Бич, США   | Хард       | Яна Юричова             | 6-4 6-3        |
| 3.  | 15 апреля 2007  | Биарриц, Франция       | Грунт      | Селима Сфар             | 6-2 6-4        |
| 4.  | 29 июля 2007    | Петанж, Люксембург     | Грунт      | Мартина Мюллер          | 6-1 6-4        |
| 5.  | 25 октября 2009 | Сен-Рафаэль, Франция   | Хард (зал) | Сандра Заглавова        | 7-6(4) 6-2     |
| 6.  | 13 июня 2011    | Марсель, Франция       | Грунт      | Ирина-Камелия Бегу      | 6-3 6-2        |
| 7.  | 10 июля 2011    | Биарриц, Франция       | Грунт      | Патриция Майр-Ахлайтнер | 1-6 6-4 6-4    |
| 8.  | 9 февраля 2014  | Гренобль, Франция      | Хард (зал) | Анастасия Васильева     | 2-6 6-0 6-4    |
| 9.  | 13 июня 2015    | Эссен, Германия        | Грунт      | Виктория Голубич        | 3-6 7-6(4) 6-3 |
| 10. | 10 июля 2016    | Контрексевиль, Франция | Грунт      | Осеан Додан             | 6-1 6-1        |

#### Поражения (15)
| №   | Дата             | Турнир                    | Покрытие   | Соперница в финале   | Счёт           |
| 1.  | 12 декабря 2004  | Каир, Египет              | Грунт      | Галина Фокина        | 4-6 3-6        |
| 2.  | 2 июля 2006      | Перигё, Франция           | Грунт      | Евгения Савранская   | 6-1 6-7(3) 2-6 |
| 3.  | 11 октября 2009  | Барстепл, Великобритания  | Хард (зал) | Юханна Ларссон       | 2-6 2-6        |
| 4.  | 4 июля 2010      | Кунео, Италия             | Грунт      | Ромина Опранди       | 0-6 2-6        |
| 5.  | 31 октября 2010  | Пуатье, Франция           | Хард (зал) | София Арвидссон      | 2-6 6-7(4)     |
| 6.  | 8 мая 2011       | Кань-сюр-Мер, Франция     | Грунт      | Сорана Кырстя        | 7-6(5) 2-6 2-6 |
| 7.  | 17 июня 2012     | Марсель, Франция          | Грунт      | Лурдес Домингес Лино | 3-6 3-6        |
| 8.  | 15 сентября 2013 | Мон-де-Марсан, Франция    | Грунт      | Тельяна Перейра      | 1-6 4-6        |
| 9.  | 22 сентября 2013 | Сен-Мало, Франция         | Грунт      | Тельяна Перейра      | 2-6 1-6        |
| 10. | 23 февраля 2014  | Ноттингем, Великобритания | Хард (зал) | Екатерина Бычкова    | 0-3 — отказ    |
| 11. | 6 апреля 2014    | Эдгбастон, Великобритания | Хард (зал) | Чагла Бююкакчай      | 4-6 6-2 2-6    |
| 12. | 18 мая 2014      | Сен-Годенс, Франция       | Грунт      | Данка Ковинич        | 1-6 2-6        |
| 13. | 7 июня 2015      | Марсель, Франция          | Грунт      | Моника Никулеску     | 2-6 5-7        |
| 14. | 1 ноября 2015    | Пуатье, Франция           | Хард (зал) | Моника Никулеску     | 5-7 2-6        |
| 15. | 2 апреля 2016    | Круасси-Бобур, Франция    | Хард (зал) | Ивана Йорович        | 1-6 6-4 4-6    |

### Финалы турнировWTAв парном разряде (1)

#### Поражение (1)
| №  | Дата            | Турнир         | Покрытие | Партнёрша   | Соперницы в финале             | Счёт    |
| 1. | 27 августа 2011 | Грейпвайн, США | Хард     | Ализе Корне | Альберта Брианти Сорана Кырстя | 5-7 3-6 |

### Финалы турнировWTA 125иITFв парном разряде (6)

#### Победы (3)
| №  | Дата           | Турнир             | Покрытие    | Партнёрша        | Соперницы в финале                    | Счёт           |
| 1. | 23 ноября 2003 | Довиль, Франция    | Грунт (зал) | Орели Веди       | Мария Гезненге Зузана Хейдова         | 5-7 6-2 6-1    |
| 2. | 28 ноября 2004 | Каир, Египет       | Грунт       | Петра Цетковская | Раиса Гуревич Галина Фокина           | 6-4 6-2        |
| 3. | 1 марта 2015   | Кампинас, Бразилия | Грунт       | Оливия Роговска  | Андреа Гамис Паула Кристина Гонсалвес | 7-5 4-6 [10-8] |

#### Поражения (3)
| №  | Дата           | Турнир                     | Покрытие   | Партнёрша          | Соперницы в финале               | Счёт    |
| 1. | 2 июля 2003    | Ле-Туке-Пари-Плаж, Франция | Грунт      | Мэнди Минелла      | Орели Веди Наташа Рандриантефи   | 2-6 2-6 |
| 2. | 19 июля 2009   | Контрексевиль, Франция     | Грунт      | Стефани Коэн-Алоро | Катрин Вёрле Ивонн Мойсбургер    | 2-6 2-6 |
| 3. | 12 ноября 2017 | Лимож, Франция             | Хард (зал) | Хлоэ Паке          | Марина Заневская Валерия Савиных | 0-6 2-6 |

### Финалы командных турниров (1)

#### Победа (1)
| №  | Год  | Турнир          | Команда                                     | Соперник в финале                         | Счёт в финале |
| 1. | 2019 | Кубок Федерации | Франция К.Гарсия, К.Младенович, П.Парментье | Австралия Э.Барти, С.Стосур, А.Томлянович | 3—2           |